# Адіпоцір
Адіпоцір (англ. adipocere, рос. жировоск) — трупний віск або жир, своєрідна жирова речовина, в яку іноді перетворюються трупи. Процес цього перетворення називається омиленням і відбувається шляхом анаеробного бактеріального гідролізу.
На цвинтарі «des Innocents» в Парижі існували в колишні часи величезні загальні могили глибиною в 10 м і шириною та довжиною в 6 м. Протягом трьох років у них опустили від 1000 до 1600 трун з мерцями. Домовини ставилися одна на одну, могили не заривалися. Трупи, що знаходилися в них, перетворилися цілком, за винятком кісток та волосся, у цю жирову речовину. При дослідженні виявилося, що вона складається головним чином з аміачного мила. В жирову речовину зазвичай перетворюється шкіра, молочні залози, м'язи і мозок; легені ж, печінка, кишки, селезінка, нирки та матка згнивають. Адіпоцір утворюється особливо легко, коли труп лежить у сирій землі без доступу до повітря або у проточній воді. Були спроби виділити з цієї маси жирну кислоту (головним чином пальмітинову) і утилізувати її для технічних цілей, наприклад для вироблення свічок тощо.
В 2013 році в ірландському торф'яному болоті робітники знайшли 35-кілограмову бочку вершкового масла. Як вважають вчені, вік масла становить близько 3 тисяч років. За цей час вершкове масло перетворилося на адіпоцір.